# Moris Kvitelasjvili
Moris Michajlovitsj Kvitelasjvili (Georgisch: მორის ყვითელაშვილი, Russisch: Морис Михайлович Квителашвили) (Moskou, 17 maart 1995) is een Russisch-Georgisch kunstschaatser. Hij nam in 2018 deel aan de Olympische Winterspelen in Pyeongchang.

## Biografie
Kvitelasjvili werd geboren in Rusland als zoon van Georgische immigranten. Zij verhuisden voor zijn geboorte naar Rusland. Zijn ouders waren beiden sportief: zijn vader was wielrenner, zijn moeder was eveneens kunstschaatsster. Hij zelf begon op vierjarige leeftijd met kunstschaatsen. Aangezien een doorbraak in Rusland er echter maar niet leek te komen (door mindere prestaties werd hij als onstabiel gezien), besloot hij het te proberen in Georgië. Dit lukte en sinds eind 2016 komt hij voor dat land uit.
Hij ging gelijk al met grote sprongen vooruit: bij de eerstvolgende Europese kampioenschappen in 2017 werd hij zesde. Op het WK van 2017, waar hij debuteerde, werd hij dertiende. In 2018 ging zijn droom in vervulling toen hij voor Georgië naar de Olympische Winterspelen in Pyeongchang mocht. Hij werd er tevens aangewezen als vlaggendrager bij de openingsceremonie. Kvitelasjvili werd er 24e bij de mannen. De kunstschaatser evenaarde in 2019 zijn goede resultaat bij het WK en won in 2020 brons op het EK.

## Persoonlijke records
Behaald tijdens ISU wedstrijden. 
|                     | punten | datum      | toernooi          |
| ------------------- | ------ | ---------- | ----------------- |
| Hoogste totaalscore | 248.58 | 17-11-2018 | GP Rostelecom Cup |
| Hoogste korte kür   | 089.94 | 16-11-2018 | GP Rostelecom Cup |
| Hoogste vrije kür   | 163.94 | 23-01-2020 | EK                |

## Belangrijke resultaten
Tot 2016 uitkomende voor Rusland, daarna voor Georgië.
| Kampioenschap                                     | 10/11 | 11/12 | 12/13 | 13/14 | 14/15         | 15/16         |               | 16/17         | 17/18         | 18/19         | 19/20         | 20/21         | 21/22         | 22/23         |
| ------------------------------------------------- | ----- | ----- | ----- | ----- | ------------- | ------------- | ------------- | ------------- | ------------- | ------------- | ------------- | ------------- | ------------- | ------------- |
| Olympische Spelen                                 |       |       |       |       |               |               |               | 24e           |               |               |               | 10e 6e (team) |               |               |
| Wereldkampioenschap                               |       |       |       |       |               |               | 13e           | 26e           | 13e           | *             | 14e           | 4e            | 20e           |               |
| Europees kampioenschap                            |       |       |       |       |               |               | 6e            | 12e           | 10e           | Brons         | *             | 6e            | 16e           |               |
| Nationaal kampioenschap                           |       |       |       | 15e   | 8e            | 12e           |               | Goud          |               |               |               |               |               |               |
| NK junioren                                       | 14e   | 8e    | 14e   | Brons | geen deelname | geen deelname | geen deelname | geen deelname | geen deelname | geen deelname | geen deelname | geen deelname | geen deelname | geen deelname |
| * Afgelast naar aanleiding van de coronapandemie. |       |       |       |       |               |               |               |               |               |               |               |               |               |               |